# David Degen
David Degen (Liestal, 15 februari 1983) is een Zwitsers voetballer met een Nederlandse moeder.

## Clubcarrière
David Degen speelt sinds 2012 als middenvelder voor FC Basel. Daar voor stond hij onder contract bij onder meer Young Boys Bern. Zijn tweelingbroer Philipp stond eveneens bij FC Basel onder contract. Op 1 december 2010 schreven de broers historie door als eerste tweeling tegenover elkaar te staan in het Europese voetbal.
David stapte als grote winnaar van het veld. Hij opende in Bern de score voor BSC Young Boys in de wedstrijd tegen VfB Stuttgart, dat al zeker was van de tweede ronde. Young Boys won uiteindelijk met 4-2 en omdat Odense BK en Getafe gelijkspeelden met 1-1, overwinterde de club uit Zwitserland eveneens. In Europees verband kruisten al wel drie keer eerder twee broers de degens. Erwin en Ronald Koeman waren in 1988 de eersten. De broedertwist werd gewonnen door Erwin, want KV Mechelen pakte de Europese Supercup ten koste van PSV.

## Interlandcarrière
Onder leiding van bondscoach Jakob "Köbi" Kuhn maakte Degen zijn debuut voor de Zwitserse nationale ploeg op 27 mei 2006 in de vriendschappelijke wedstrijd tegen Ivoorkust (1-1) in Bazel. Hij viel in dat duel na 77 minuten in voor Valon Behrami.

## Erelijst
FC Basel
- Axpo Super League

2005, 2008
- Schweizer Cup

2008